# Pierre Joseph Bonnaterre
Pierre Joseph Bonnaterre, född 1752 i Aveyron, död den 20 september 1804 i Saint-Geniez, var en fransk naturhistorisk skribent.
Bonnaterre författade som medarbetare vid den stora 1788–1792 utgivna Encyclopédie méthodique en rad band, omfattande fiskarnas, kräldjurens, fåglarnas och valarnas naturhistoria.